# Pruvostites takhtachurensis
Pruvostites takhtachurensis là một loài côn trùng trong họ Oedischiidae thuộc bộ Orthoptera. Loài này được Zalessky miêu tả năm 1928.